# Scott Williams (basket-ball)
Pour les articles homonymes, voir Scott Williams et Williams.
Scott Williams, né le 21 mars 1968 à Hacienda Heights en Californie, est un ancien joueur américain de basket-ball. Il évolue durant sa carrière aux postes d'ailier fort et de pivot. 

## Palmarès
- Champion NBA 1991, 1992, 1993